# Тома Куюмджиев
Тома Митов (Димитров) Куюмджиев е български общественик и революционер, деец на Македонската младежка тайна революционна организация.

## Биография
Роден е в 1901 година в град Струмица, тогава в Османската империя, в семейство на родолюбиви българи. Семейството произхожда от град Крушево. Негов баща е Димитър (Мито) Куюмджията, а брат му е Арсо Куюмджиев (1899 – 1968), български революционер от ВМРО, кмет на община Василево до 1944 година. Панде Куюмджиев е брат на баща му.
След като Струмица през втората половина на 1919 година, след Първата световна война, попада под сръбско управление, семейството му е репресирано от новите власти заради пробългарската му дейност.
На 22 години Тома Куюмджиев се включва активно в националноосвободителната борба на българите в Македония и става деец на ММТРО по време на Кралство Югославия, главен петар на организацията в града. Заради пробългарската си дейност също е репресиран от сръбските власти – арестуван е през септември 1927 година и лежи в затвора, подложен на мъчения. Изведен е от затвора и по пътя е застрелян в гърба от стражаря на 12 декември 1927 година, под предлог, че искал да избяга от затвора.
На 28 април 1943 година дъщеря му Виктория, родена в Струмица и жителка на Струмица, подава молба за българска народна пенсия. В молбата си тя пише, че Куюмджиев „като честен и самоотвержен българин работи непрекъснато със стоицизъм и себеотрицания за възкръсването на великобългарската идея, освобождението на Македония от сърбското черно робство и присъединяването ѝ към майката отечество“. Молбата е одобрена и пенсията е отпусната от Министерския съвет на Царство България.